# Bernardinų sodas

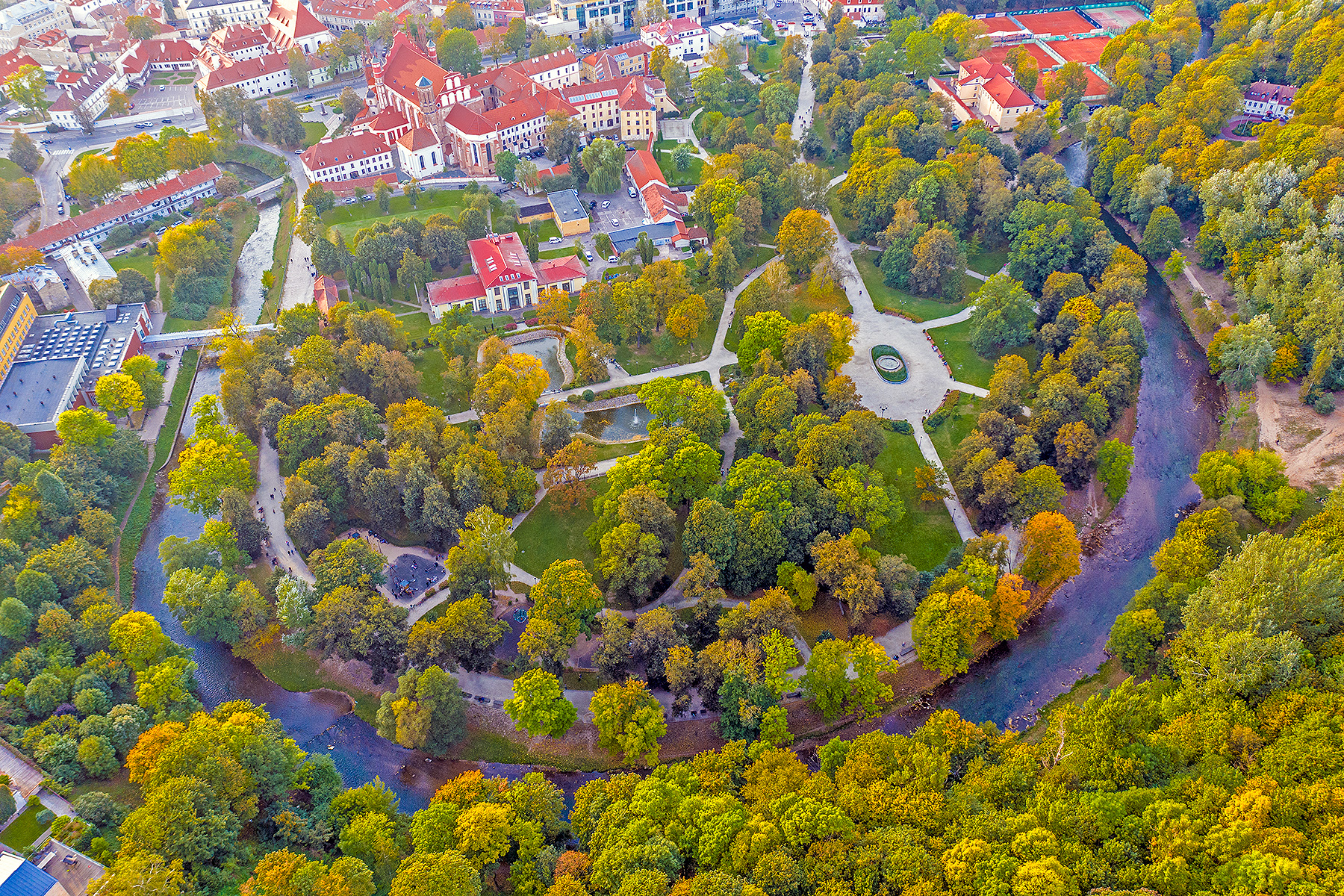
Bernhardiner-Garten

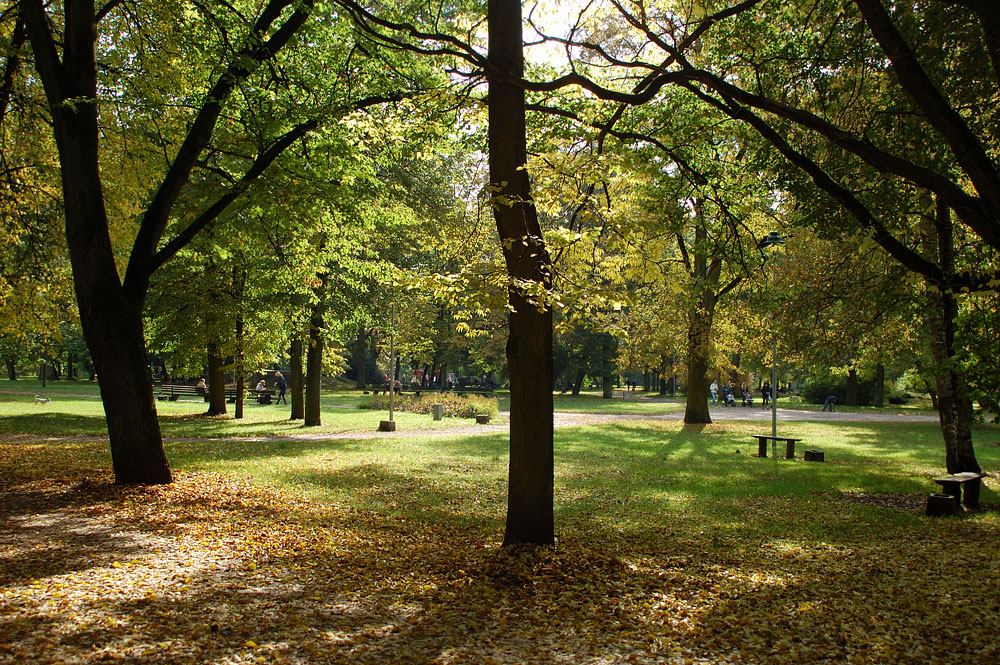
Stadtgarten

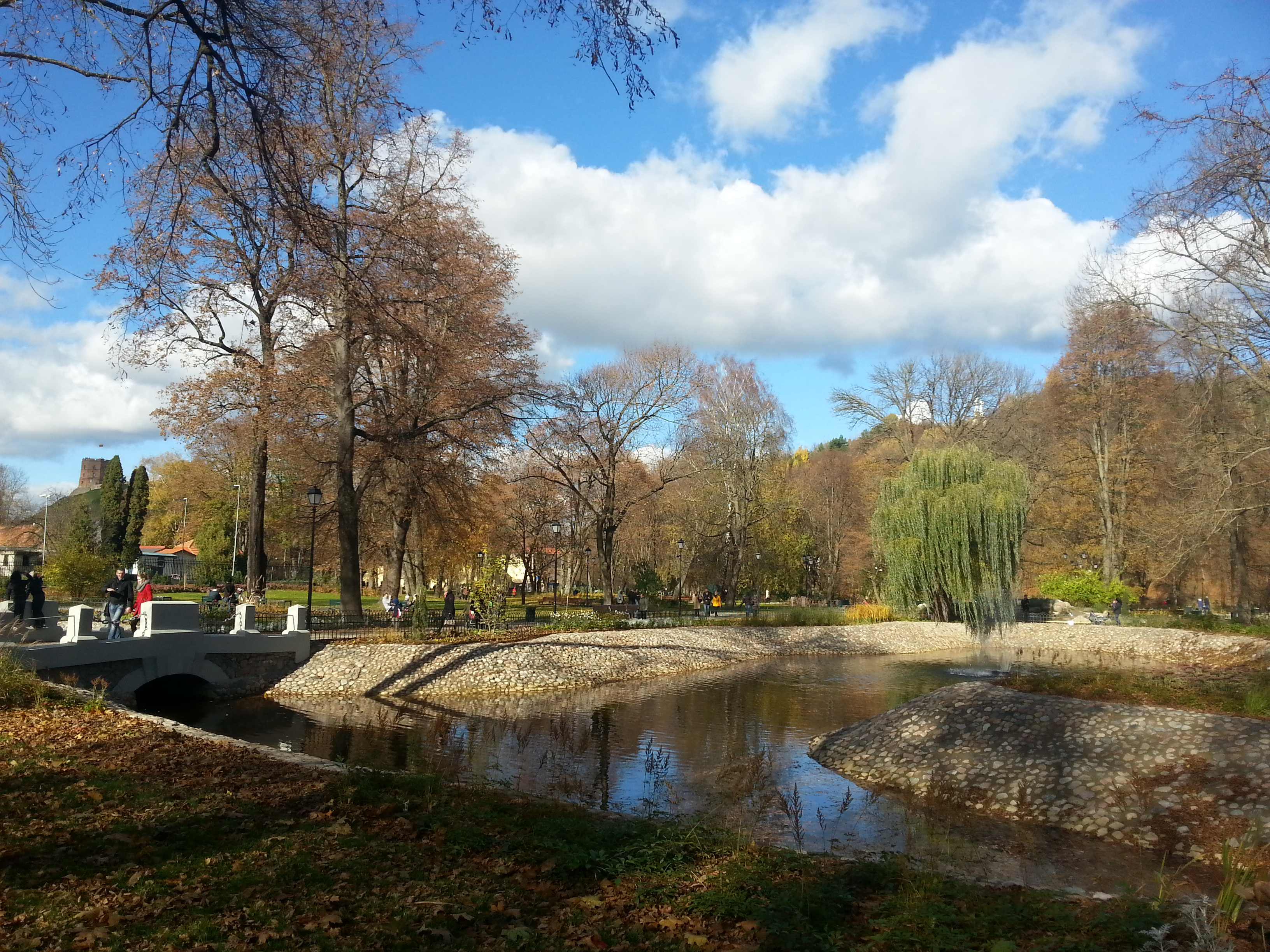
Bernardinai-Garten (2013)

Der Bernardinų sodas (dt. 'Bernhardiner-Garten') ist ein Stadtgarten in der litauischen Hauptstadt Vilnius, zwischen dem Gediminas-Berg, dem Fluss Vilnia und dem Bernhardinerinnenkloster Vilnius. Er liegt im Stadtteil Sereikiškės und gehört dem Amtsbezirk der Altstadt Vilnius. In der Sowjetzeit war der Garten als Sereikiškių-Park (Sereikiškių parkas) bekannt. Nach Rekonstruktionsarbeiten in Anlehnung an das Projekt des Malers Vladislovas Strausas sieht der Garten wie ein authentischer Park aus dem 19. Jahrhundert aus.
Im Park organisiert man den Folkloretag des litauischen Liederfestes und manchmal auch andere Konzerte, Musikfestivals (Kristupo-Festival etc.).